# San Miniato-Fucecchio
San Miniato-Fucecchio (wł. Stazione di San Miniato-Fucecchio) – przystanek kolejowy w San Miniato, w prowincji Piza, w regionie Toskania, we Włoszech. Znajduje się na linii Leopolda. 
Według klasyfikacji RFI ma kategorię srebrną.

## Historia
Stacja została otwarta w 1847 roku, wraz z odcinkiem trasy z Pontedera do Empoli. Początkowo nazwano ją San Pierino.
W dniu 9 grudnia 2002 roku ranga stacji została obniżona do przystanku kolejowego.
W 2007 roku budynek dworca został odnowiony i wprowadzono kasy biletowe.

## Usługi
Usługi dostępne na przystanku:
- Kasy biletowe
- Automaty biletowe
- Poczekalnia

## Linie kolejowe
- Leopolda (Florencja – Piza)